# Agazio
Agazio  è un nome proprio di persona italiano maschile.

## Varianti
- Femminili: Agazia[1]

### Varianti in altre lingue
- Catalano: Agaci[3], Agasi[3], Agati[3]
- Greco antico: Αγαθιος (Agathios)[1]
- Latino: Agathius[1]
- Spagnolo: Agacio[3], Agatio[3]

## Origine e diffusione
Deriva dal nome greco Αγαθιος (Agathios), basato sull'elemento ἀγαθὸς (agathos, "buono"), lo stesso che si trova anche nei nomi Agata, Agatangelo, Agatocle e Agatodoro.
In Italia è diffuso principalmente in Calabria, specie nella provincia di Catanzaro, dove è accentrato il culto di sant'Agazio. Non va confuso con il nome Acacio, dalla diversa etimologia.

## Onomastico
L'onomastico si può festeggiare l'8 maggio in ricordo di sant'Agazio (o Acacio), centurione romano martirizzato a Costantinopoli, patrono di Guardavalle e Squillace, oppure il 18 gennaio in memoria di un altro sant'Agazio, missionario e martire in Egitto.

## Persone
- Agazio di Somma, letterato e vescovo cattolico italiano
- Agazio Guidacerio, umanista, linguista, filologo ed ebraista italiano
- Agazio Loiero, politico italiano